# 金鴻翎
金鴻翎（？—？），安徽省六安直隸州英山縣人，清朝政治人物、同進士出身。
光緒十五年（1889年），参加光緒己丑科殿試，登進士三甲80名。同年五月，授内阁中书。